# Cliff Davies

a Compétitions nationales et continentales officielles uniquement.

b Matchs officiels uniquement.
Cliff Davies, né le 12 décembre 1919 à Kenfig Hill et mort le 28 janvier 1967 à Bridgend, est un joueur de rugby gallois, évoluant au poste de pilier pour le pays de Galles.

## Carrière
Il dispute son premier test match le 1er février 1947 contre l'équipe d'Écosse, et son dernier test match contre l'équipe d'Irlande le 10 mars 1951. Il joue seize matchs avec la sélection nationale et il participe notamment à la victoire sur les Wallabies en 1947. Il dispute également un test match avec les Lions britanniques lors de leur tournée en Afrique du Sud en 1950. Il joue d'abord pour le club de Bridgend RFC avant de rejoindre le Cardiff RFC. Il connaît également une sélection avec les Barbarians en 1951.

## Palmarès
- Grand Chelem en 1950
- Victoire dans le Tournoi des cinq nations 1947

## Statistiques en équipe nationale
- 16 sélections
- 3 points (1 essai)
- Sélections par année : 4 en 1947, 4 en 1948, 1 en 1949, 5 en 1950, 3 en 1951
- Participation à cinq Tournois des Cinq Nations en 1947, 1948, 1949, 1950, 1951